# Medal Senatu Rzeczypospolitej Polskiej

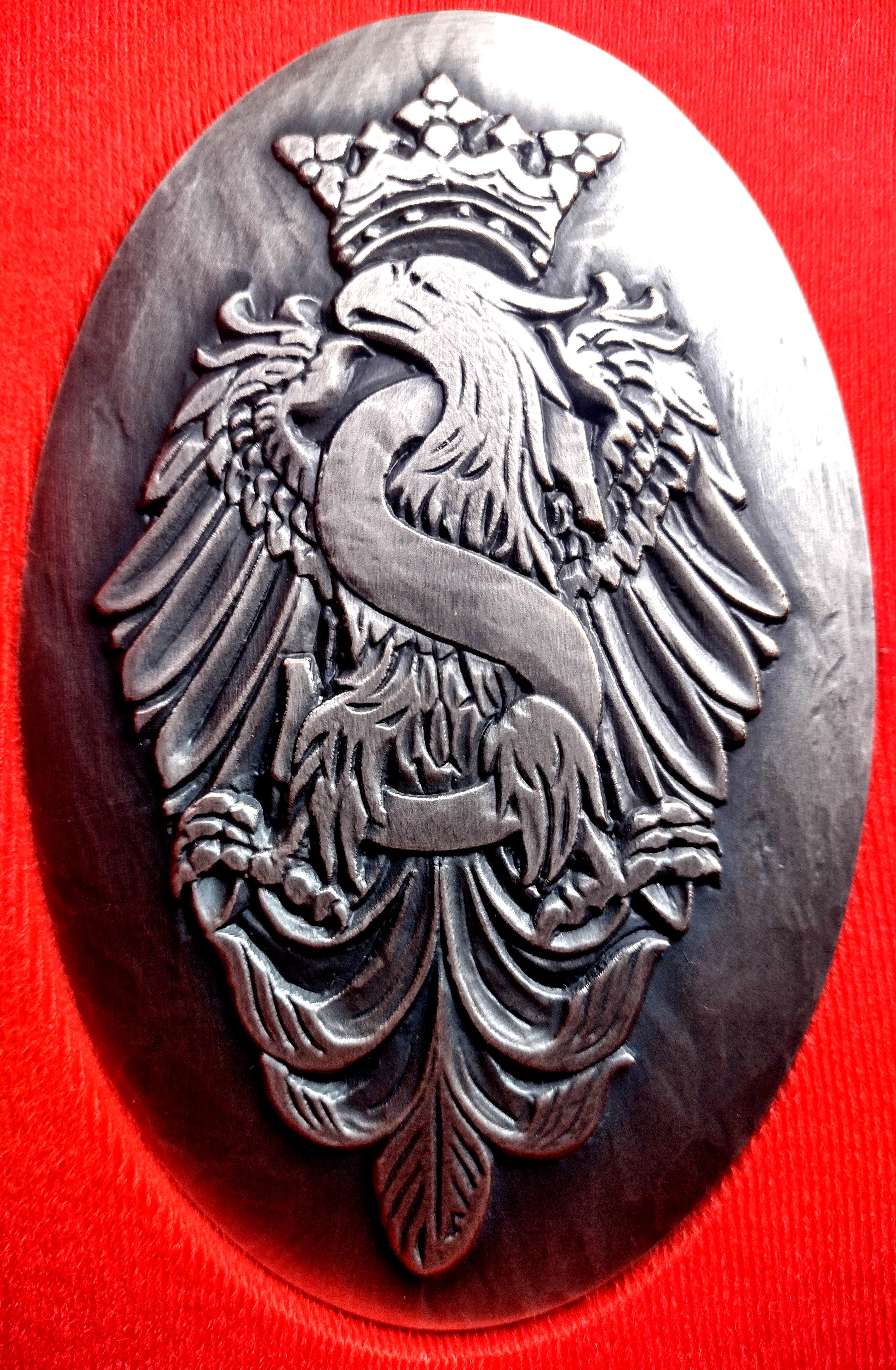
Medal Senatu Rzeczypospolitej Polskiej

Medal Senatu Rzeczypospolitej Polskiej – polskie odznaczenie nadawane przez Senat Rzeczypospolitej Polskiej. Został ustanowiony w celu uhonorowania osób fizycznych, organizacji, instytucji oraz innych podmiotów za szczególne zasługi dla Senatu RP lub Polski, za wkład w rozwój społeczny, kulturalny, naukowy lub gospodarczy. Medal jest wręczany podczas uroczystej ceremonii, odznaczeni są wpisywani do specjalnego rejestru prowadzonego przez Kancelarię Senatu. Medal stanowi najwyższe uznanie przez Senat RP będąc ważnym odznaczeniem w polskim systemie wyróżnień.

## Wygląd
Medal Senatu Rzeczypospolitej Polskiej ma owalny kształt i nawiązuje do symboliki loga Senatu. Na awersie znajduje się wizerunek Orła Białego z rozpostartymi skrzydłami stylizowany na wizerunek z Kaplicy Zygmuntowskiej na Wawelu.

## Odznaczeni (wybór)
- Agnieszka Gierwatowska[7]
- Aleś Bialacki[8]
- Andrij Deszczycia[9]
- Małgorzata Gersdorf[10]
- Józef Glemp[11]
- Dawid Jung[12][13]
- Witold Modzelewski[14]
- Andrzej Rzepliński[15]

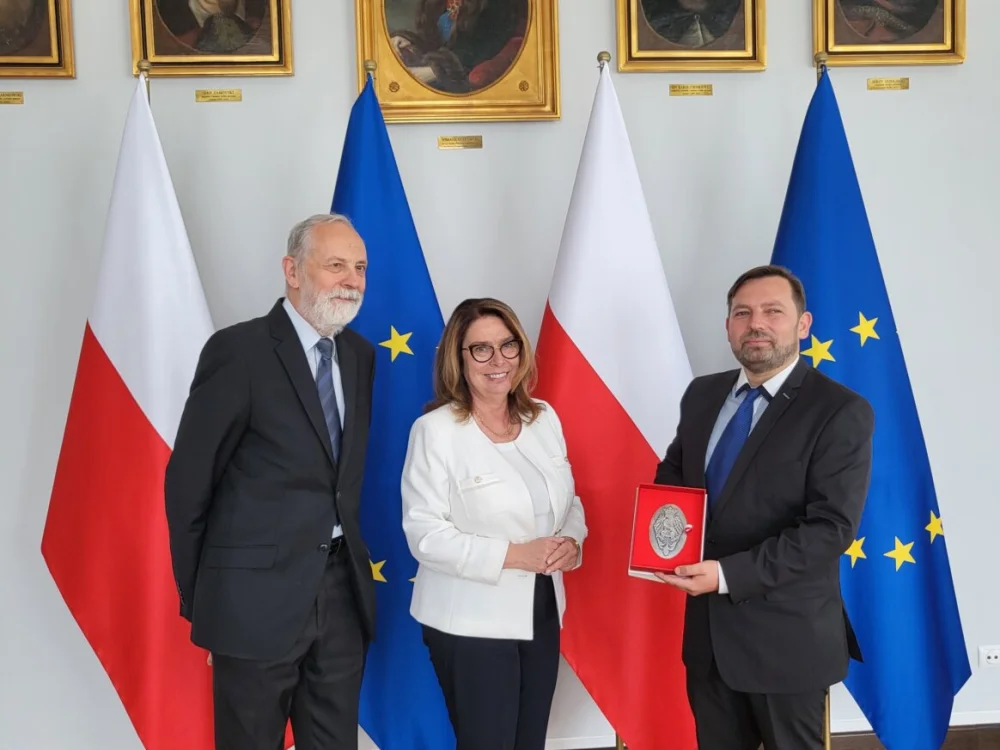
Marszałek Małgorzata Kidawa-Błońska honoruje Medalem Senatu RP Dawida Junga

- Tran Quang Phuong (wiceprzewodniczący Zgromadzenia Narodowego Wietnamu)[16]
- Olga Tokarczuk[17]
- Alfons Tomke[18]
- Lech Wałęsa[19]